# Tatuidris tatusia

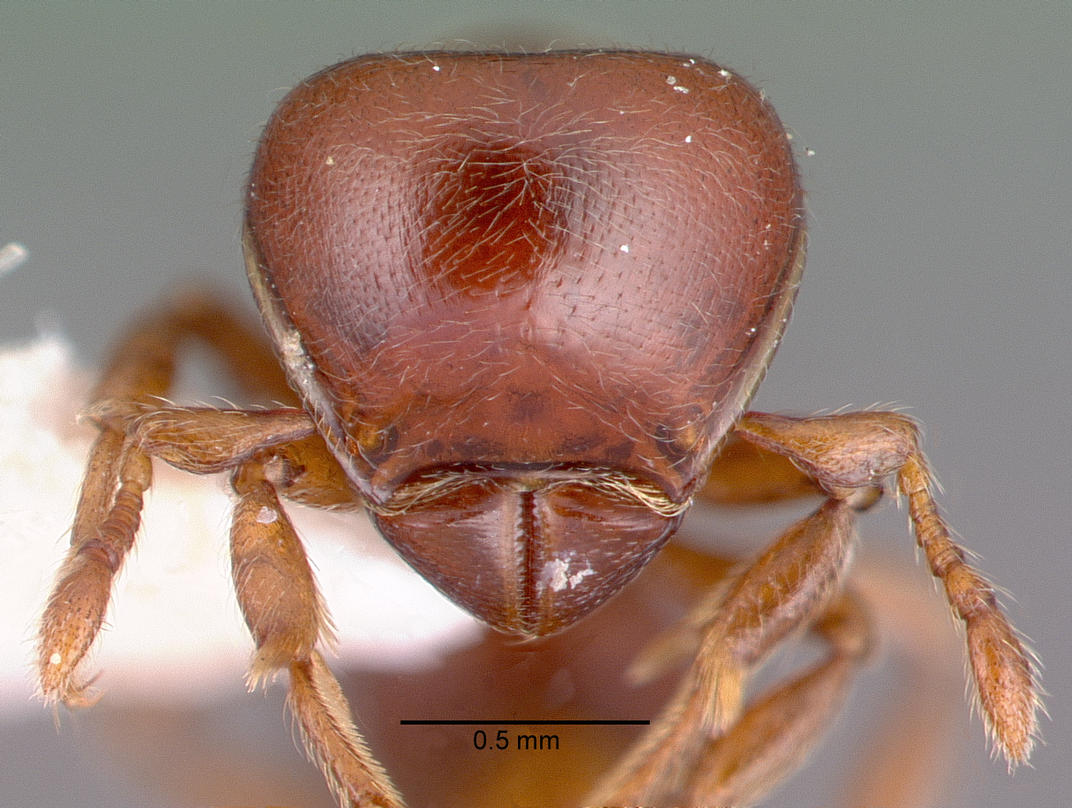
Голова Tatuidris tatusia спереди

Tatuidris tatusia (лат.) — реликтовый вид мелких муравьёв, единственный в составе рода Tatuidris из подсемейства Agroecomyrmecinae, один из двух его современных представителей. С момента первоначального описания систематический статус группы стал предметом споров. Муравьи малоподвижные и скрытные, невелики по размеру и населяют подстилку неотропических лесов Центральной и Южной Америки, от Мексики до Бразилии. Рабочие имеют красновато-коричневый цвет и характерную морфологию, состоящую из щитоподобной головы с широкой вершиной, широких челюстей, повернутых вентрально, которые не перекрываются при полном закрытии, и уникальное среди муравьёв место прикрепления усиков. Биология слабоизучена, предположительно специализированные хищники.

## Распространение
Южная и Центральная Америка. Tatuidris редок, но широко распространён. Муравьи населяют подстилочный слой неотропических лесов в Центральной и Южной Америке, от Мексики до Французской Гвианы, центральной Бразилии и Перуанской Амазонии. Коллекции из островов Карибского моря, Галапагосских и других островов неизвестны. В настоящее время известно, что большинство образцов и коллекционных сборов происходит из районов к западу от Анд и из Центральной Америки и Мексики. Наибольшее число находок муравьёв происходит из горных и предгорных регионов на средних высотах (обычно на высоте 800—1200 метров). Коллекции из низменных тропических лесов Амазонии немногочисленны. Опубликованных данных об этих муравьях немного, но с появлением метода просеивания подстилки и извлечения ловушками Винклера (в качестве популярного метода сбора муравьев) находки Tatuidris стали не такими редкими, как раньше. Хотя их и не так много, при частом просеивании подстилки их можно надежно найти во влажных лесах Коста-Рики.

## Описание
Мелкие малоподвижные скрытные муравьи, длина около 3 мм. Обитают в почве и подстилочном слое тропических лесов. Рабочие Tatuidris демонстрируют весьма отличительную от других муравьёв морфологию, состоящую из щитообразной головы с широкой вершиной, вывернутых вентрально широких треугольных мандибул, которые не перекрываются при полном закрытии, глубоких усиковых бороздок (куда вкладываются усики) с глазами на их вершине или близко к ней, компактная и сросшаяся мезосома, 7-сегментные усики рабочих и самок (12-члениковые у самцов), первый брюшной сегмент направлен вентрально и уникальное среди муравьёв место прикрепления усиков (антенное гнездо), расположенное снизу на расширенной лобной доле. Жало развито.
Тело рабочих короткое и компактное, красновато-коричневого цвета, с толстым и жёстким интегументом. Тело покрыто волосками разной длины и наклона. Голова грушевидная, наиболее широкая сзади, с маленькими глазками. Матки похожи на рабочих, но жёлтого цвета и бледнее. Их крылья примерно на 60 % длиннее общей длины тела. Самцы, также похожие на рабочих (кроме головы), более тёмные и имеют крылья примерно на 50 % длиннее тела. Глаза маток и самцов крупнее, чем у рабочих.

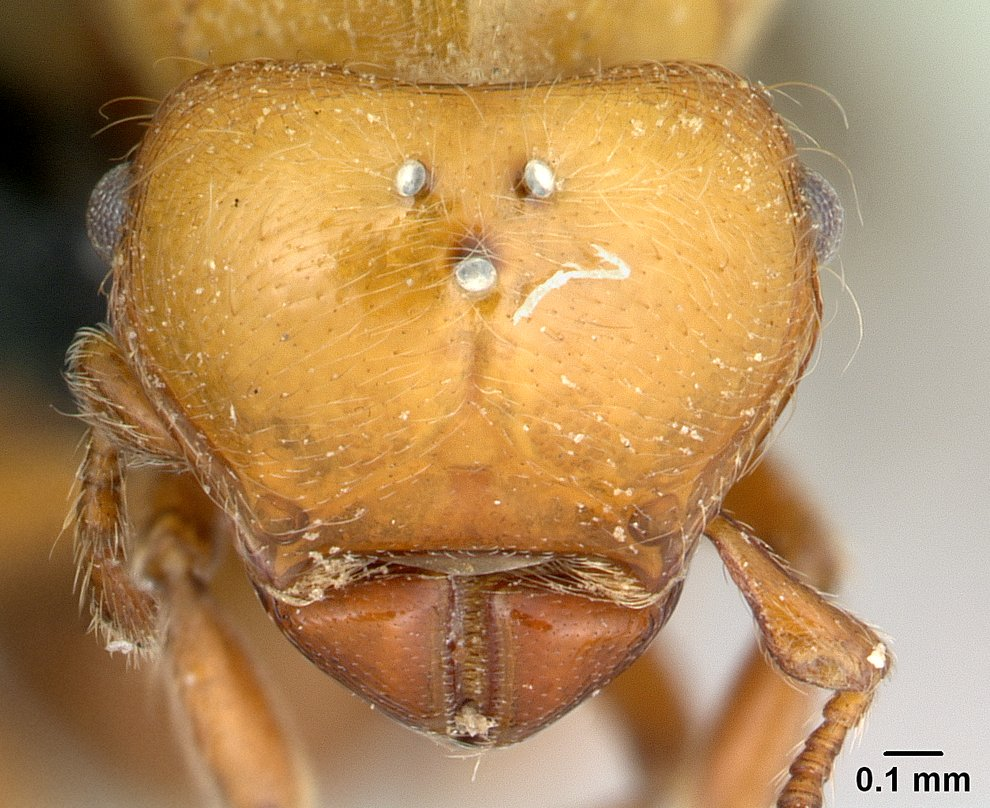
Голова самки
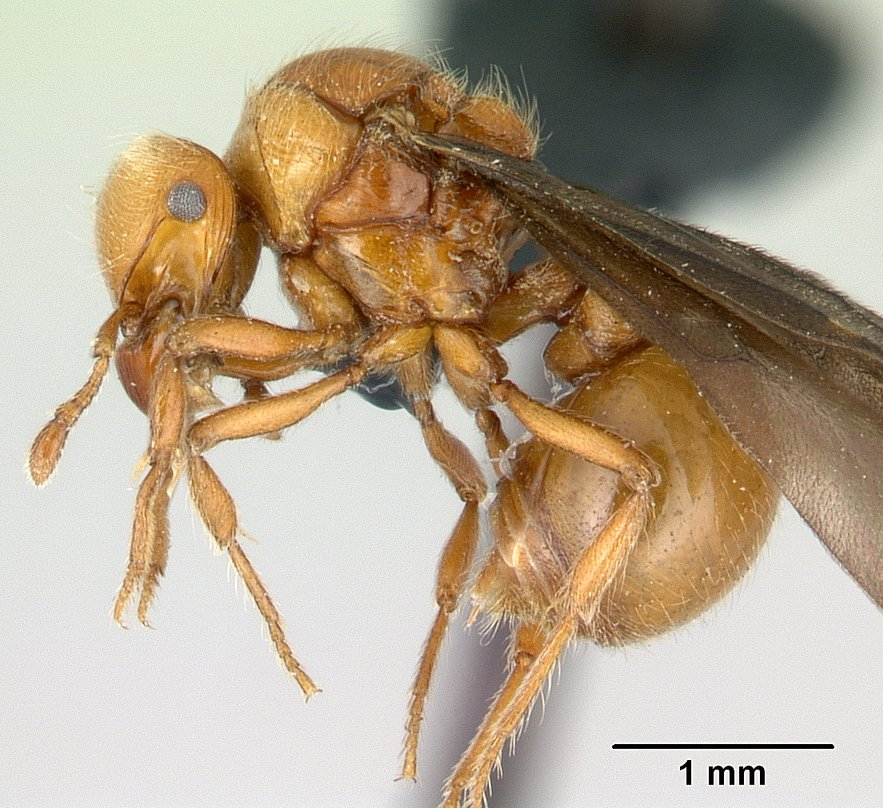
Крылатая самка
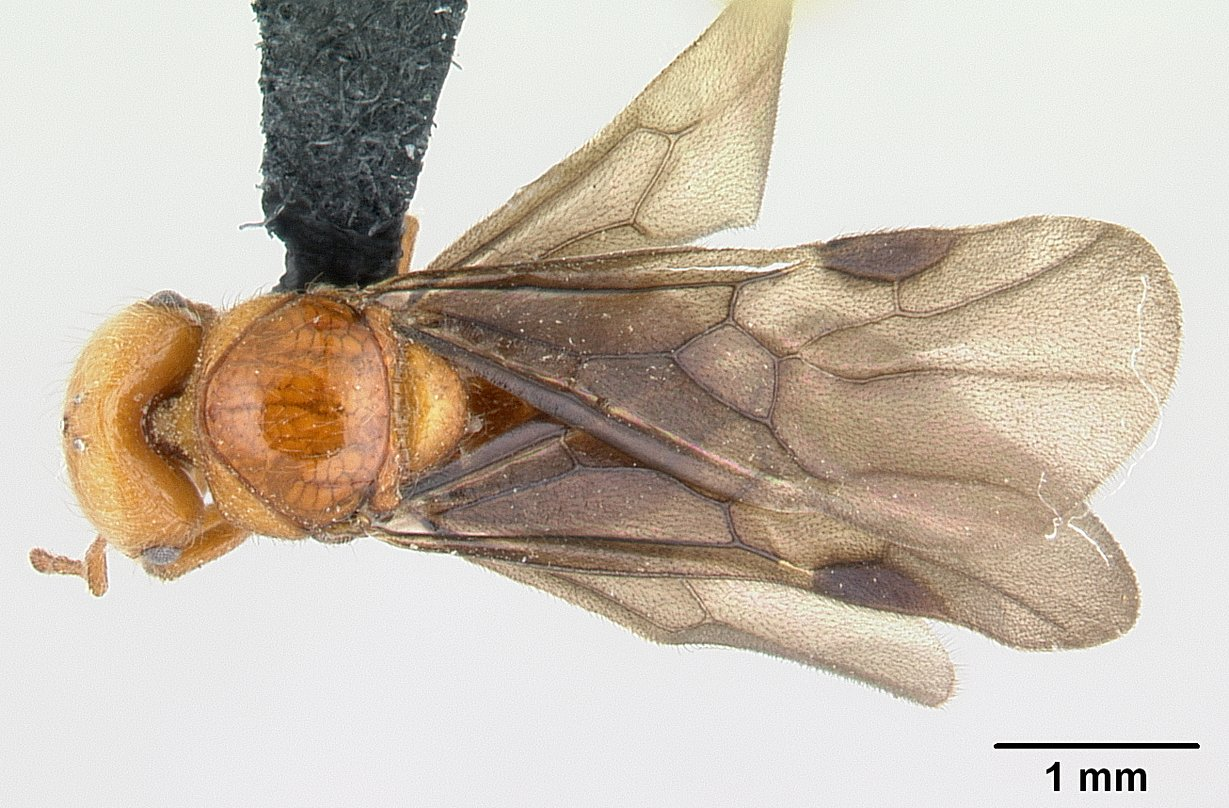
Самка сверху
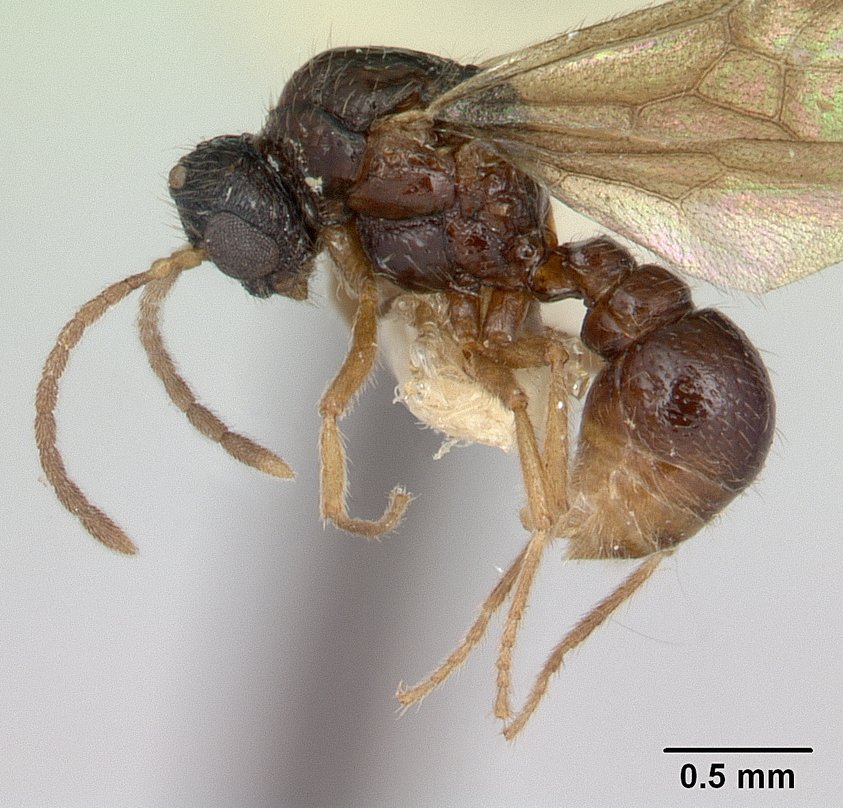
Крылатый самец
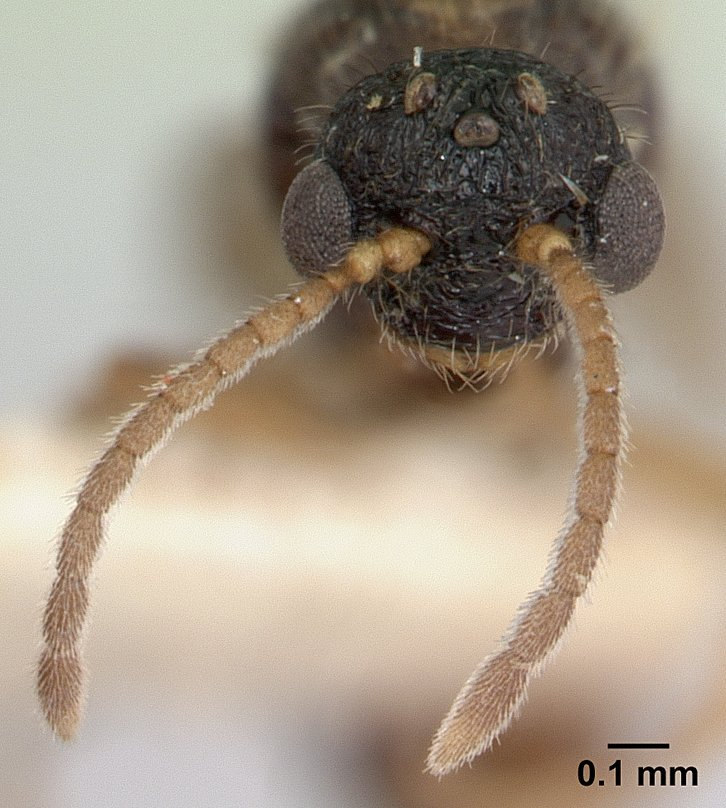
Голова самца
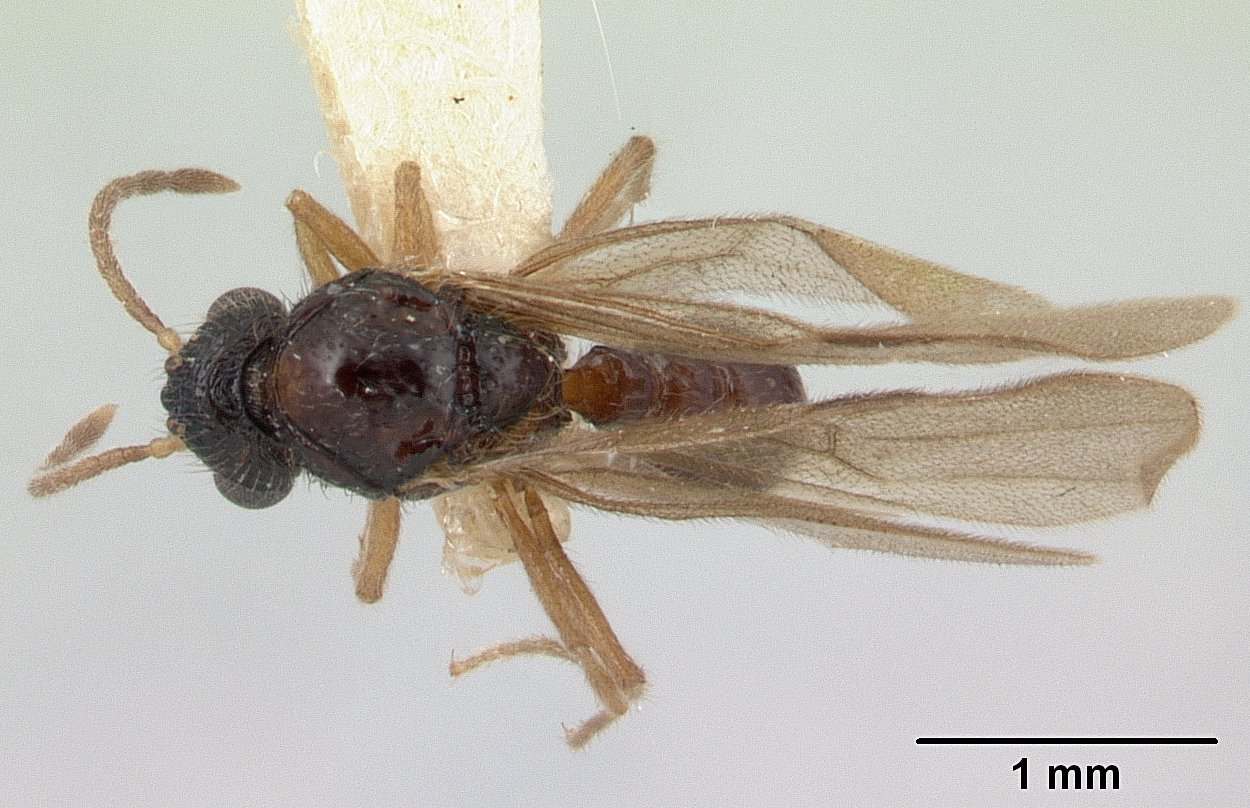
Самец сверху

## Биология
Биология малоизвестна. Репродуктивные касты (самцы и матки) были впервые описаны лишь спустя почти полвека, в 2012 году. Род известен в основном по изолированным рабочим, найденным в образцах из ловушек Винклера и Берлезе. Рабочие Tatuidris обладают необычными пучками щетинок (щётками) жвал и мощным жалом, что побудило Брауна и Кемпфа предположить, что Tatuidris может быть специализированным хищником активных или скользких членистоногих. До 2011 года не было зарегистрировано никаких наблюдений за живыми образцами. Подробная информация о первом обнаружении небольшой живой колонии муравьёв (3 рабочих и 4 матки) была сделана Тибо Дельсинне (Thibaut Delsinne) в среднегорном лесу на юго-востоке Эквадора и показала, что Tatuidris вполне может быть узкоспециализированным хищником, поскольку содержащиеся в неволе колонии не принимали любую предложенную им пищу. Пищевые продукты, отвергнутые муравьями, включали живых и мёртвых термитов, многоножек, клещей, различных частей насекомых, сахарную воду, тунца, печенье, живых и мёртвых плодовых мух (Drosophila), живые коллемболы, живые многоножки (Chilopoda и Diplopoda), живые и мёртвые Diplura, маленькие живые пауки, маленькие живые псевдоскорпионы, одна маленькая улитка, сырое куриное яйцо (то есть кусок ваты, пропитанный свежим взбитым куриным яйцом), личинки муравьёв (Gnamptogenys sp.) и живых рабочих муравьёв (Cyphomyrmex, Brachymyrmex). Возможные пищевые продукты (членистоногие) для Tatuidris были взяты из образцов почвы и образцов из ловушек Винклера, собранных на участке, где было установлено присутствие Tatuidris.
Дальнейшие наблюдения предполагают, что Tatuidris может быть хищником, сидящим и ждущим свою добычу. Дельсинн заметил, что «и рабочие, и матки двигались очень медленно и были очень неуклюжие. Они часто оставались неподвижными в течение нескольких десятков секунд или даже нескольких минут, когда их беспокоили (либо из-за моих действий, либо из-за контакта с другим членистоногим». Эти наблюдения в основном проводились ночью, что позволяет предположить, что Tatuidris может вести ночной образ жизни; эта гипотеза также подтверждается результатами коллекционирования, например, в лесу Рио Тоачи в Эквадоре. Маленькие глаза видов Tatudris подтверждают эту гипотезу.

## Систематика
Tatuidris tatusia был впервые описан в 1968 году американскими мирмекологами Уильямом Брауном и Вальтером Кемпфом по двум рабочим особям, собранным в ловушку Берлезе в Сальвадоре. Из-за морфологического сходства они считали его очень примитивным муравьем и поместили в трибу Agroecomyrmecini, которая тогда была в составе подсемейства Myrmicinae, вместе с ископаемыми муравьями, известными из эоценового балтийского янтаря (Agroecomyrmex) и позднеэоценового флориссантского сланца (Eulithomyrmex).
Tatuidris tatusia это единственный вид рода Tatuidris из подсемейства Agroecomyrmecinae. Новый вид T. kapasi был описан в 2012 году (Lacau & Groc, 2012), но теперь рассматривается в качестве младшего синонима под T. tatusia, исходя из степени морфологической изменчивости, встречающейся в его широком географическом ареале. Анализ генетического баркодинга ДНК выявил паттерн генетической изоляции по расстоянию, предполагая присутствие одного вида, подвергающегося аллопатрической дифференциации.
Внешне он похож на некоторые современные роды (Strumigenys, Ishakidris, Pilotrochus и Phalacromyrmex), но считается, что это сходство связано с конвергентной эволюцией. Из-за сходства в габитусе Браун и Кемпф (1968) связали Tatuidris Tatuidris с родом Glamyromyrmex (ныне младший синоним Strumigenys, Dacetini) и Phalacromyrmex. Однако они пришли к выводу: «анализ этих сходств показывает […], что они в основном конвергентны и не основаны на близком филогенетическом родстве». Позднее, ещё в одной работе исследовали сходство Tatuidris с Ishakidris (Bolton 1984) и Pilotrochus (Brown 1977). Хотя эти таксоны имеют некоторые общие характеристики, включая расширенную верхнюю часть головы, глубокие усиковые бороздки и компактную мезосому, сходство снова было сочтено конвергентным.
С момента первоначального описания систематический статус трибы стал предметом споров. Болтон (2003) был первым, кто предположил таксономическую нестабильность Tatuidris внутри Myrmicinae и поднял этот род до уровня нового подсемейства Agroecomyrmecinae, предполагая, что Agroecomyrmecinae может быть сестринским таксоном Myrmicinae. Ранг подсемейства был переоценен Барони Урбани и де Андраде (Baroni Urbani & de Andrade) в 2007 году, это была первая попытка включить Tatuidris в качестве терминального таксона в морфологический кладистический анализ. В своем исследовании Барони Урбани и де Андраде определили морфологические синапоморфии, общие между Tatuidris и дацетинами, что оправдывает включение этого рода в Myrmicinae. Кроме того, две аутапоморфии (петиоль и стернум другой формы, а также глаза около вершины усиковой бороздки) отделяют Tatuidris от всех другие современных родов муравьёв, включённых в их исследование.
В отличие от филогенетических исследований, основанных на морфологических признаках, молекулярный анализ внутренней филогении муравьёв дал убедительные доказательства того, что Tatuidris не имеют ни тесного родства, ни расположения внутри Myrmicinae. Три разные группы авторов (Brady et al, 2006; Moreau et al, 2006; Rabeling et al, 2008) реконструировали филогенетические деревья с Agroecomyrmecinae внутри «понероидной» группы подсемейств, близких к Paraponerinae, и поддержали исключение рода Tatuidris из Myrmicinae, подсемейства, расположенного внутри совершенно другой «формикоидной» клады. Учитывая раннее появление Agroecomyrmecinae в геологической летописи, было выдвинуто предположение, что сходство муравьев Tatuidris с Myrmicinae отражает конвергенцию и/или сохранение плезиоморфных форм.

## Этимология
Название рода Tatuidris означает муравей-броненосец, что также является обычным именем для этого вида в англоязычной литературе («armadillo ant»). Имя tatu происходит от названия броненосцев на языках тупи и португальском; armadillo (с порт. — «броненосец»). Видовой эпитет для единственного описанного вида tatusia взято от слова Tatusia Lesson, 1827, старого родового названия рода броненосцев Dasypus.